# Novo Dia, Novo Tempo
Novo Dia, Novo Tempo é um álbum ao vivo do grupo de música cristã contemporânea Renascer Praise. Foi gravado em São Paulo, no Credicard Hall, reunindo cerca de 7 mil pessoas no local.Vencedor no Trófeu Promessas 2013 na categoria de melhor DVD.
É disco de ouro, com mais de 50 mil cópias vendidas. A criação da capa foi feita pela Agência NaMassa.
O CD e DVD foram lançados em setembro, na Expocristã.

## Faixas

#### CD
1. Santo éo Senhor
2. Espírito Santo
3. Nada Se Compara
4. Até Chegar em Sião
5. Amor do Pai
6. Pelo Sangue
7. Palavra Apóstolica
8. Novo Dia, Novo Tempo
9. Eu Vou Viver o Meu Milagre
10. Vento de Deus
11. Aleluia
12. Sentimento Novo

#### DVD
1. Santo éo Senhor
2. Espírito Santo
3. Nada Se Compara
4. Mudando Tudo
5. Me Abraça
6. Até Chegar em Sião
7. Amor do Pai
8. Pelo Sangue
9. Palavra Apóstolica
10. Novo Dia, Novo Tempo
11. Eu Vou Viver o Meu Milagre
12. Vento de Deus
13. Aleluia
14. Sentimento Novo

#### Ficha Tecnica
- Direção Executiva: Bispa Fernanda Hernandes
- Direção Geral: Apóstolo Estevam Hernandes
- Direção Artistica: Bispa Sônia Hernandes
- Gravadora: Sony Music Entertainment
- Diretor de Vídeo: Marrash Bastos
- Produtor Musical: Edras Gallo
- Co-Produtor: Oseas Silva